# Hacienda Nápoles

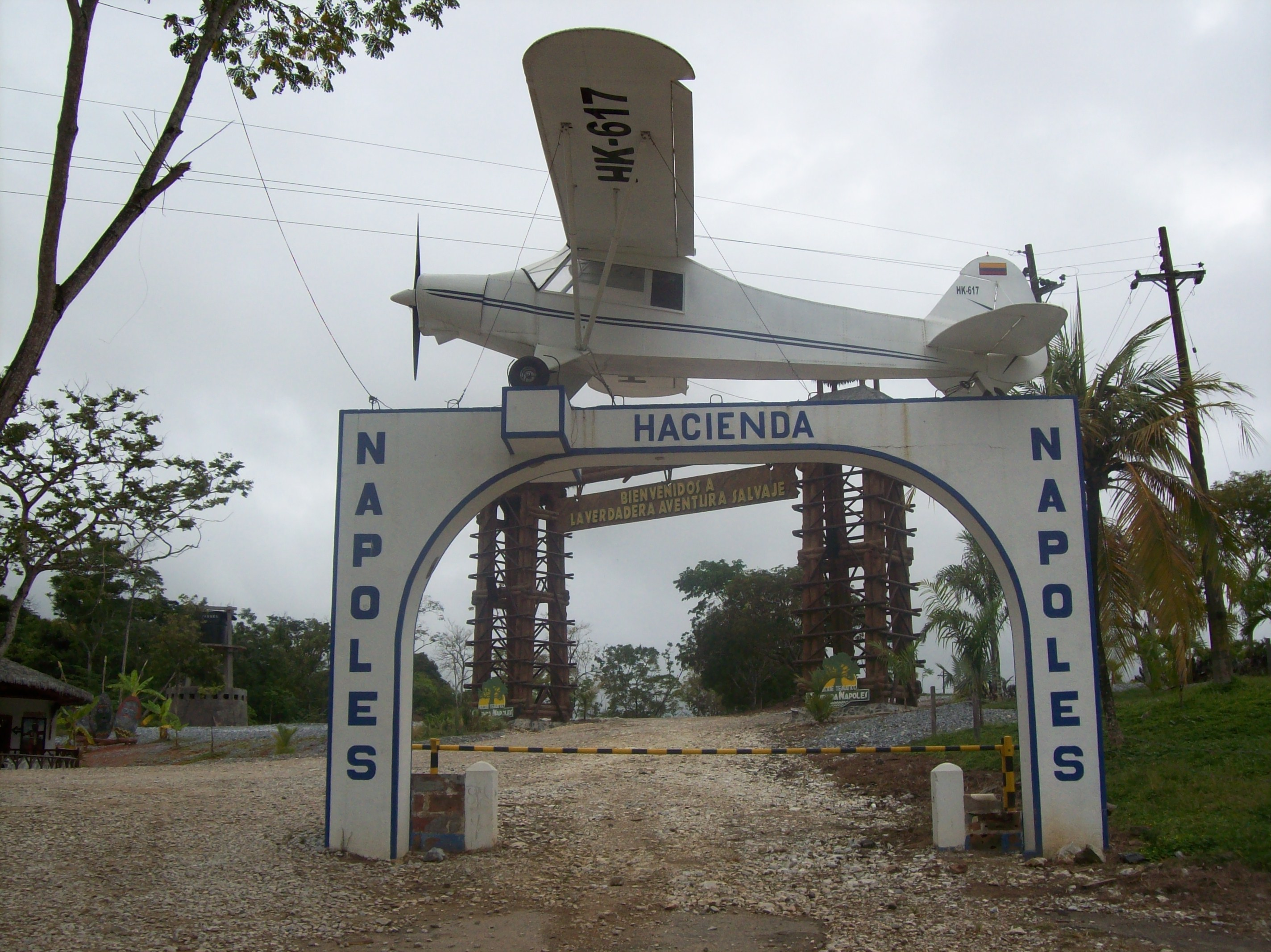
Ingang van Hacienda Nápoles

Hacienda Nápoles was het luxelandgoed van drugsbaron Pablo Escobar, liggend in de gemeente Puerto Triunfo, Colombia.
Op de toegangspoort van zijn landgoed had Escobar een vliegtuig laten monteren. Dit was het vliegtuig, waarmee hij zijn eerste kilo's cocaïne naar de Verenigde Staten smokkelde. Op zijn landgoed, 20 km² groot, had Escobar een privédierentuin met dieren van over heel de wereld laten aanleggen. Daarnaast had hij nog een kart-circuit, een collectie van oude auto's, een stierenarena en een privé-vliegveld.
Na de dood van Escobar, eind 1993, is de haciënda eigendom geworden van de Colombiaanse overheid. Die hebben hem op hun beurt beschikbaar gesteld aan de gemeente Puerto Triunfo. De gemeente heeft er ondertussen een toeristische attractie van gemaakt met een museum en een themapark. Daarbuiten is er een gevangenis gebouwd. Ook is er een deel eigendom geworden van de plaatselijke boeren.
feitje: Colombia is geen leefgebied voor de nijlpaard, maar toen Pablo Escobar overleed ontsnapten de dieren en planten zich voort waardoor er nu meer dan 160 leven ondanks een sterilisatieprogramma.